# コロネーション・ストリート
コロネーション・ストリート（Coronation Street）はITVで放送されている連続テレビドラマである。1960年12月9日初回放送。2020年に60周年を迎え、10,000回を突破した。制作はグラナダ・テレビジョン。
同作品の舞台はグレーターマンチェスターにあるサルフォードをモデルとした架空の町「ウェザーフィールド」である。人気はBBCで20年以上放送されているイーストエンダーズと二分している。デジタル放送のITV2で再放送が行われている。
2010年にCBSの昼ドラ『アズ・ザ・ワールド・ターンズ』終了に伴い、世界最古のテレビドラマとしてギネス世界記録に登録されている。